# Synameria
Genre
Synameria est un genre de collemboles de la famille des Neanuridae.

## Distribution
Les espèces de ce genre se rencontrent en Himalaya.

## Liste des espèces
Selon Checklist of the Collembola of the World (version du 17 octobre 2019) :
- Synameria intermedia Cassagnau, 1990
- Synameria miranda (Yosii, 1966)
- Synameria orientalis Cassagnau, 1990

## Publication originale
- Cassagnau, 1983 : Un nouveau modèle phylogénétique chez les collemboles Neanurinae. Nouvelle Revue d'Entomologie, vol. 13, no 1, p. 3-27.